# سیدنی رابینسون (ورزشکار دو و میدانی)
سیدنی رابینسون (انگلیسی: Sidney Robinson; زاده ۱ اوت ۱۸۷۶ – درگذشته ۳ فوریهٔ ۱۹۵۹) دونده اهل بریتانیا بود.